# Cerro San Nicolás
El cerro San Nicolás es un cerro ubicado en jurisdicción del municipio de Ciudad Bolívar en el departamento de Antioquia cerca de su frontera con Chocó. Con una altitud de 4080 m s. n. m. y una prominencia de 630 metros, se considera el punto más alto del departamento junto con Alto Campanas en el Páramo de Frontino.
El cerro San Nicolás es parte del conjunto de montañas de los Farallones del Citará.

## Historia
La primera expedición de la que se tiene registro se realizó el 26 de diciembre de 1925; entre sus participantes se encontraba el párroco Antonio María Palacio quien en su libro "Crónicas de un cura paisa" relata que el intento de ascenso no tuvo éxito ya que se intentó escalar por el cañón del Río Pedral, además de que se hirió en la pierna con su propio machete.
Un año después, en 1926, dos alemanes intentaron  escalar el cerro llegando hasta la marca de los 3.000 metros, y en 1927 un grupo de 8 personas comandado por Fernando Vélez logró llegar a los 3.200 metros pero tuvieron que regresar debido a falta de provisiones.
En su segundo intento, el párroco Antonio María Palacio acompañado de su hermano Nicolás Palacio y de José Dolores Agudelo, logró ascender en enero de 1929 dejando constancia en una nota dentro de una botella. Un año después subió nuevamente con instrumentos de medición registrando una altitud de 3.980 m s. n. m. y una temperatura de 5 °C al mediodía.

## Accidentes
- El 21 de enero de 1972 un Douglas DC-3 de Satena colisionó con la montaña cerca de la marca de los 3900 m s. n. m. Ninguno de los 39 ocupantes sobrevivió al siniestro. Las labores de rescate tomaron más de 15 días.

- El 18 de noviembre de 1990 un CASA C-212 Aviocar de Satena colisionó con la montaña cerca de la marca de los 3500 m s. n. m. Ninguno de los 16 ocupantes sobrevivió al siniestro. Al final del rescate de los cadáveres el 22 de noviembre, no se pudo recuperar el cadáver de uno de ellos por haber quedado debajo del fuselaje del avión. Más tarde, el 1 de enero de 1991 se hizo una expedición de rescate liderado por el hijo del fallecido, pudiendo así recuperar el cadáver.